# Silverlink
Silverlink Train Services Ltd, conegut com a Silverlink, fou una empresa operadora de trens del Regne Unit. Operava rutes a North London i des de Londres a Northampton. Era propietat de National Express Group plc.
Tenia inicialment dues àrees d'operació: Silverlink County (serveis regionals des de London Euston a Northampton, St Albans Abbey, Bletchley i Bedford); i Silverlink Metro (serveis majoritàriament a l'àrea urbana de Londres). Quan la franquícia fou dividida el 2007, els serveis "County" van ser transferits a la franquícia London Midland, i els serveis "Metro" es van deixar sota el control de Transport for London i es va crear la xarxa London Overground.